# Cell (mobiltelefoni)
En cell, när det rör sig om mobiltelefoni, är ett område i det mobila telenätet. En basstation ligger i centrum av en cell. Cellens geografiska område definieras som det område där en viss basstation har täckning. Detta område representeras oftast av en hexagon för att förenkla översikt, beräkningar och placering av cellerna i ett kluster utan att celler överlappar varandra eller det uppstår glapp mellan dem.
Celler förekommer huvudsakligen av två typer, den mindre vanliga s.k. Omnicellen där basstationen ligger i centrum av cellen, och antennen är rundstrålande. Det är också vanligt med basstationer med riktantenner (vanligen tre sektorer med 120 graders inbördes vinkel). Basstationen hanterar telefonin i cellen genom att tilldela varje mobiltelefon en kanal vilken mobilen kan använda för att skicka och ta emot information. För att undvika störningar används en viss kanal endast av en mobil samtidigt i en cell. 

## Teknik
En kanal kan definieras som en viss tidlucka, detta kallas TDMA och/eller frekvens FDMA. Detta används i till exempel GSM. En kanal kan också vara en viss spridningskod, vilket kallas CDMA. Exempel på CDMA-baserade system är WCDMA och den äldre tekniken IS95 som tidigare användes i bland annat USA. 
För att ytterligare minska på störningarna kan man vid kanalplaneringen undvika att använda samma kanaler i intilliggande celler. Man får då en viss kanalåterupprepningskvot som anger i hur stor andel av alla celler en viss kanal används.  
Ett CDMA-system är i sin natur byggt för att kunna hantera störningar från sändare på samma frekvens till skillnad från ett TDMA-system och man kan därför tillåta en kanalåterrupprepningskvot på ett (1) i CDMA-systemen. Dvs en viss frekvens används i alla celler. I TDMA-system däremot används en viss frekvens i var tredje, var nionde eller var tolfte cell. Det kan tyckas vara mycket ineffektivt med TDMA baserade system och att inte kunna använda alla frekvenser i alla celler, men det är inte självklart att detta ger en lägre kapacitet än 1-återupprepning. En kanal i ett TDMA-baserad teknologi såsom GSM är 200 kHz medan en kanal i WCDMA är 5 MHz. TDMA förlorar i kanalåterupprepning medan CDMA har en overhead i själva användandet av spridningskoder. Att jämföra olika teknoliogier är avancerat och ligger definitivt utanför scope för denna typ av artikel. När CDMA-tekniken introducerades politiserades debatten starkt och strider gick heta mellan bland annat GSM-tekniken och CDMA-baserade IS95.
Moderna CDMA-baserade nät såsom WCDMA anses dock vara kanaleffektivitetsmässigt överlägsna. En annan fördel med CDMA-teknik är att det av ett flertal skäl är lättare att tilldela spridningskoder dynamiskt än tidsluckor, vilket gör det lättare att variera datahastigheter efter behov och det blir även lättare att tilldela högre datahastigheter.
Närliggande celler kommunicerar med varandra för att hantera s.k handover d.v.s när en enhet rör sig från en cell till en närliggande. Detta sker via en så kallad Radio Network Controller (RNC) i WCDMA-baserade nät. I GSM-näten kallas RNC:s motsvarighet (BSC) Base Station Controller.